# Alina Alexandra Dumitru
Pour les articles homonymes, voir Dumitru.
Alina Alexandra Dumitru, née le 30 août 1982 à Ploiești, est une judokate roumaine qui s'illustre dans la catégorie des moins de 48 kg (poids super-légers). Huit fois championne d'Europe, elle remporte le tournoi olympique à Pékin en 2008.

## Biographie
Alina Alexandra Dumitru se révèle en 2000 en remportant le titre mondial chez les juniors avant de remporter la médaille d'argent au même niveau lors de l'Euro l'année suivante. Elle obtient par la suite son premier podium international en 2002 en montant sur la troisième marche du podium européen à Maribor. Sélectionnée pour les Jeux olympiques d'été de 2004 organisés à Athènes, Dumitru se qualifie pour les demi-finales après deux victoires dans le tableau principal. Mais face à la championne olympique en titre, la Japonaise Ryoko Tani, la judokate roumaine échoue et ne se qualifie pas pour la finale. Elle peut cependant remporter la médaille de bronze lors du match pour la troisième place. Elle est cependant vaincue une seconde fois lors de ce combat et doit se contenter de la cinquième place finale. En 2005, elle conserve son titre européen face à la Française Frédérique Jossinet. Septième des championnats du monde 2003 à Osaka, Dumitru remporte la médaille de bronze lors de l'édition 2005 au Caire. En 2006, 2007 et 2008 elle obtient trois nouveaux titres européens.
Aux Jeux olympiques d'été de 2008, Alina Dumitru met fin à huit années d'invincibilité en compétition internationale de la Japonaise Ryoko Tani en demi-finales. Qualifiée pour la finale, la Roumaine s'y impose contre la Cubaine Yanet Bermoy sur ippon devenant la première roumaine championne olympique en judo.

## Palmarès

### Jeux olympiques
- Jeux olympiques de 2004 à Athènes (Grèce) :
  - 5e en moins de 48 kg (poids super-légers).
- Jeux olympiques de 2008 à Pékin (Chine) :
  -  Médaille d'or en moins de 48 kg (poids super-légers).
- Jeux olympiques de 2012 à Londres :
  -  Médaille d'argent en moins de 48 kg (poids super-légers).

### Championnats du monde
- Championnats du monde 2003 à Osaka ( Japon) :
  - 7e dans la catégorie des moins de 48 kg (poids super-légers).
- Championnats du monde 2005 au Caire ( Égypte) :
  -  Médaille de bronze en moins de 48 kg (poids super-légers).
- Championnats du monde 2007 à Rio de Janeiro ( Brésil) :
  -  Médaille de bronze en moins de 48 kg (poids super-légers).
- Championnats du monde 2009 à Rotterdam ( Pays-Bas) :
  - 5e dans la catégorie des moins de 48 kg (poids super-légers).
- Championnats du monde 2010 au Tokyo ( Japon) :
  -  Médaille de bronze en moins de 48 kg (poids super-légers).

### Championnats d'Europe
| Catégorie / Année                 | 2002 | 2003 | 2004 | 2005 | 2006 | 2007 | 2008 | 2009 | 2010 | 2011 | 2012 |
| --------------------------------- | ---- | ---- | ---- | ---- | ---- | ---- | ---- | ---- | ---- | ---- | ---- |
| Moins de 48 kg poids super-légers | -    | 7e   | 1re  | 1re  | 1re  | 1re  | 1re  | 3e   | 1re  | 1re  | 1re  |
| Moins de 52 kg poids mi-légers    | 3e   | -    | -    | -    | -    | -    | -    | -    | -    | -    |      |

### Divers
- Principaux tournois :
  - 1 podium au Tournoi de Paris en 2001.

- Juniors :
  -  Championne du monde junior en 2000 à Nabeul (Tunisie).
  -  Vice-championne d'Europe junior en 2001 à Budapest (Hongrie).